# 郑徽
郑徽（3世纪—3世纪），西晋太傅寿光公郑冲从子。郑冲无子，收繼郑徽以为嗣子。
晋武帝泰始八年（272年）二月，右将军皇甫陶因事与武帝争论，郑徽时任散骑常侍，上表请求降罪皇甫陶。武帝认为皇甫陶不阿谀谄媚，是诤臣，郑徽越过职权妄言上奏，所奏并非自己的意思，于是免郑徽官。九年（273年），郑冲上表致仕获准，晋武帝下诏褒奖，并复以郑徽为散骑常侍。次年郑冲去世，郑徽嗣爵。
郑徽官至平原内史。死后，子郑简嗣爵。